# Folytassa, rendőr!
Folytassa, rendőr! vagy Folytassa, fakabát!, eredeti címe Carry On Constable, 1960-ban bemutatott brit (angol) fekete-fehér filmvígjáték, az angliai rendőrökről szóló filmek paródiája, a Gerald Thomas által rendezett Folytassa… filmsorozat negyedik darabja. Főszereplői a sorozat későbbi rendszeres sztárjai közül Sidney James, Kenneth Williams, Kenneth Connor, Charles Hawtrey, Hattie Jacques, Joan Sims és Leslie Phillips. Ez Sid James első, Leslie Phillips utolsó megjelenése a sorozatban. Szerepel Eric Barker, Shirley Eaton és Joan Hickson (a későbbi Miss Marple). A film szokatlan újdonsága a kvázi-meztelen jelenet a zuhanyozóban, ahol a négy férfi főszereplő pucér üleppel rohan végig a színen, nagy kavarodást okozva.

## Cselekmény
Egy kis elővárosi rendőrőrsön emberhiány keletkezik az influenzajárvány miatt. Mills rendőrkapitány (Eric Barker) és Wilkins őrmester (Sidney James) a rendőriskolából várnak frissen végzett újoncokat a kiesettek pótlására.
A három újonc az utcán éppen egy tetthelyet Jaguar Mark 2 autón elhagyni készülő ékszertolvajoktól érdeklődi meg, merre van a rendőrség. Később az elfogott tolvajok azt vallják, rendőrök segítették őket a menekülésben, akkor szégyenkezve hallgatnak az incidensről. A három újonc: Stanley Benson (Kenneth Williams) rátarti értelmiségi, önjelölt amatőr pszichológus; Tom Potter (Leslie Phillips), korábban városszerte ismert playboy, jó társasági kapcsolatokkal; és a mélységesen babonás Charles Constable (Kenneth Connor, magyar szinkronban Charlie Fakabát) közrendőr. A csapathoz vezénylik még Tim Gorse polgárőrt (Charles Hawtrey) és a csinos Gloria Passworthy rendőrnőt (Joan Sims), akibe Charlie (Fakabát) rögtön fülig bele is szeret. Passworthy már érkezésekor behoz egy részegen verekedő, jobb napokat látott úri hölgyet, Mrs. May-t (Joan Hickson), akit egy cellába zárnak. Helyhiány miatt az újoncok is a cellákban laknak, Mrs. May rögtön régi ismerősként üdvözli Tommy Pottert. Másnap Mrs. May büntetést kap, egy napig szendvics-emberként alkohol-ellenes felhívásokat kell hordoznia az utcán.
Kint a terepen az újoncok megpróbálnak megküzdeni a kihívásokkal, de ügyetlenség és pechsorozat miatt balhé balhét követ. Benson, aki szerint a bűnöző hajlam az emberek arcára van írva, ezen az alapon majdnem letartóztat egy civil ruhás detektívet, ugyanakkor simán lépre megy a rendőri felügyelet alatt álló szélhámos, Herbert Hall (Terence Longdon) befektetési trükkjeinek. Constable (Fakabát) egy ablakból „segítség, gyilkos” kiáltást hall, rátöri az ajtót egy lengén öltözött hölgyre, aki csak a rádió műsorát hallgatta. Tom Potter egy betörésgyanús helyzetet vizsgál, erősítést hív, behatol a lakásba, de csak a pucér Sallyt (Shirley Eaton) lepi meg a fürdőkádban, akinek lelki tanácsadást nyújt, hogyan hozza rendbe megromlott házasságát. A segítségére érkező Wilkins őrmester Tomot mérgesen visszazavarja az őrsre. Bensont, aztán Gorse-ot kijelölik kutyás őrjáratra, de a Lady-t nem tudják irányítani, mindig megszökik. Az áruház igazgatója a lopások ellen kér segítséget, Benson és Gorse női ruhába öltözve figyelik a vásárlókat, el is fogják a város polgármesternőjét, akinek saját számlája van az áruházban, és nem kell fizetnie. A nőnek öltözött rendőrök igazolványa viszont a női öltözőben hagyott egyenruhában maradt, a kínos helyzetben őket nézik tolvajnak, alig tudnak elmenekülni. Tom Potter egyetlen apró sikert könyvelhet el: a lelki fröccs hatására Sally kibékül férjével és boldogan élnek. Végül mind a négy újoncot együtt küldik őrjáratra, ahol egy utcában felismerik a rablók Jaguarját. A négy kétbalkezes újonc pusztán spekulációval megtalálja a rablók búvóhelyét. Nagy tömegverekedésben elfogják a rossz fiúkat és visszaszerzik a lopott pénzt.
A rendőrőrsön mindenki dicséretet kap, Mills rendőrkapitányt előléptetik oktató tisztté, az őrs új parancsnoka Wilkins őrmester lesz. Charlie Constable (Fakabát) – a jó szemű Moon őrmesternő (Hattie Jacques) noszogatására – félreteszi babonáit és begyűjti magának Passworthy rendőrnőt. Wilkins őrmester is nagyon barátságosan kezdi ölelgetni Moon őrmesternőt.

## Szereposztás
| Szerep                              | Színész           | Magyar hangja (1. szinkron) |
| ----------------------------------- | ----------------- | --------------------------- |
| Frank Wilkins őrmester              | Sidney James      | Szersén Gyula               |
| Mills rendőrkapitány                | Eric Barker       | Orosz István                |
| Charlie Constable / Charlie Fakabát | Kenneth Connor    | Fekete Zoltán               |
| Timothy Gorse polgárőr              | Charles Hawtrey   | Karácsonyi Zoltán           |
| Stanley Benson közrendőr            | Kenneth Williams  | Láng Balázs                 |
| Tom Potter közrendőr                | Leslie Phillips   | N/A                         |
| Gloria Passworthy rendőrnő          | Joan Sims         | N/A                         |
| Laura Moon őrmesternő               | Hattie Jacques    | Némedi Mari                 |
| Thurston rendőr                     | Cyril Chamberlain | Várday Zoltán               |
| Mrs. May félvilági úrihölgy         | Joan Hickson      | Halász Aranka               |
| Herbert Hall szélhámos              | Terence Longdon   | Juhász György               |
| Harrison rendőrnő                   | Jill Adams        | N/A                         |
| Süket öreg hölgy                    | Esma Cannon       | Kassai Ilona                |
| Matt, rabló                         | Michael Balfour   | Kapácsy Miklós              |
| Polgármester-asszony                | Joan Young        | Bókai Mária                 |
| Sally Barry                         | Shirley Eaton     | N/A                         |
| Eric Barry                          | Ian Curry         | N/A                         |
| Liddell nyomozó őrmester            | Victor Maddern    | N/A                         |
| Miss Horton                         | Lucy Griffiths    | N/A                         |

## Érdekesség
Wilkins őrmester szerepét eredetileg Ted Ray kapta volna, aki az előző Folytassa, tanár úr! filmben sikeresen alakította a főszerepet. De Raynek ekkor exkluzív szerződése volt az ABC Cinemas filmforgalmazó vállalattal. Az érdekütközés miatt Peter Rogers producer kényszerűen lemondott Ray-ről és Sidney Jamesnek adta a főszerepet. Ezzel elindult James Folytassa-filmes karrierje, amelynek során a sorozat 19 filmjének főszerepét vitte.

## További információ
- Folytassa, rendőr! a PORT.hu-n (magyarul)
- Folytassa, rendőr! az Internetes Szinkronadatbázisban (magyarul)
- Folytassa, rendőr! az Internet Movie Database-ben (angolul)
- Folytassa, rendőr! a Box Office Mojón (angolul)
- Robert Ross. The Carry On Companion. London: B.T. Batsford (2002). ISBN 0-7134-8771-2
- Carry On Constable (1960). The Whippit Inn (thewhippitinn.com). [2015. február 25-i dátummal az eredetiből archiválva]. (Hozzáférés: 2021. április 24.)
- Carry On Constable (1960) (angol nyelven). Carry On Line (carryonline.com). [2021. május 12-i dátummal az eredetiből archiválva]. (Hozzáférés: 2021. március 9.)
- Carry On, Constable, 1960 British comedy film (angol nyelven). British Comedy Guide (comedy.co.uk). (Hozzáférés: 2021. március 9.)
- Folytassa, fakabát! (1960), teljes film magyar szinkronnal. videa.hu. (Hozzáférés: 2021. március 9.)